# 東京経済大学の人物一覧
東京経済大学の人物一覧（とうきょうけいざいだいがくのじんぶついちらん）は、東京経済大学に関係する人物の一覧記事。

## 前身校の関係者
- 大倉喜八郎 - 大倉商業学校創立者
- 渋沢栄一 - 大倉商業学校創立委員
- 渡邊洪基 - 大倉商業学校創立委員、初代督長（校長）
- 石黒忠悳 - 大倉商業学校創立委員、第2代督長
- 立花寛蔵 - 大倉商業学校第3代校長、大倉高等商業学校初代校長

## 歴代学長
- 初代：関太一（1949年 - 1951年[1]）、商学者
- 第2代：田尻常雄（1953年 - 1957年）、商学者
- 第3代：北沢新次郎（1957年 - 1967年）、経済学者
- 第4代：井汲卓一（1967年 - 1976年）、経済学者
- 第5代：渡辺輝雄（1976年 - 1984年）、経済学者
- 第6代：渡邉渡（1984年 - 1988年）、経済史学者
- 第7代：荒川幾男（1988年 - 1992年）、哲学者
- 第8代：富塚文太郎（1992年 - 2000年）、経済学者
- 第9代：村上勝彦（2000年 - 2008年）、経済学者
- 第10代：久木田重和（2008年 - 2014年）、会計学者
- 第11代：堺憲一（2014年 - 2018年）、経済史学者
- 第12代：岡本英男（2018年 - ）、経済学者

## 教員

### 経済学部
- 鈴木直 - 社会思想史
- 長岡貞男 - 経済政策
- 福士正博 - イギリス経済学者
- 安川隆司 - イギリス経済思想史
- 浄土渉 - マクロ経済学者

### 経営学部
- 小木紀親 - マーケティング

### コミュニケーション学部
- 大岩直人 - 広告論
- 駒橋恵子 - 広報学
- 佐々木裕一 - 情報社会学
- 柴内康文 - 社会心理学
- 田村和人 - 社会情報学、映像制作
- 中村忠司 - 観光学
- 町村敬志 - 都市社会学
- 本橋哲也 - 英文学、カルチュラル・スタディーズ
- 山田晴通 - 地域メディア論、社会経済地理学

### 現代法学部
- 加藤一彦 - 憲法・政治学者
- 中川純 - 法学者
- 村千鶴子 - 消費者法学者、弁護士

### 全学共通教育センター
- 麻生博之 - 哲学者
- 大岡玲 - 芥川賞作家
- 遠藤愛 - スポーツ科学
- 澁谷知美 - 社会学、ジェンダー・セクシュアリティ論

## 元教員

### 名誉教授
- 猪狩誠也 - 広報学
- 石井寛治 - 経済史（東京大学名誉教授）
- 石丸晶子 - 日本文学
- 礒野弥生 - 行政法、環境法
- 板垣雄三 - イスラム研究（文化功労者、東京大学名誉教授）
- 市川深 - 会計学
- 一瀬益夫 - 経営情報システム
- 色川大吉 - 歴史学、作家
- 荻内勝之 - スペイン文学
- 奥山正司 - 社会福祉学
- 川浦康至 - 社会心理学
- 久木田重和 - 会計学、学長経験者
- 小林健一 - アメリカ経済論
- 桜井哲夫 - 社会思想史
- 柴田徳衛 - 経済学（元・東京都立大学教授、元東京都企画調整局長）
- 島田和夫 - 消費者法学
- 杉山忠平 - 経済思想史
- 関沢英彦 - 広告論（元・博報堂）
- 徐京植 - 作家
- 竹前栄治 - 政治学
- 田村紀雄 - 地域メディア論、移民研究
- 利谷信義 - 民法（東京大学名誉教授、お茶の水女子大学名誉教授）
- 長島誠一 - 経済学
- 藤澤房俊 - イタリア近現代史
- 宮崎良夫 - 行政法学者、弁護士　東京大学名誉教授
- 宮下正房 - 商学・流通論
- 村上勝彦 - 経済学者、前・理事長（前・学長）
- 八巻俊雄 - 広告論、元日経広告研究所所長
- 山崎カヲル - 経済人類学、ラテンアメリカ経済論、社会主義経済論
- 吉井博明 - 災害情報論、情報社会論

### その他
- 有山輝雄 - メディア史（元・日本マス・コミュニケーション学会会長）
- 今村仁司 - 社会哲学、現代思想
- 川井良介 - 出版論（元・日本出版学会会長）
- 寺地五一 - 英語（先住民支援活動家）

以上のほか、Category:東京経済大学の教員も参照のこと。

## 著名な卒業生

### 政治
- 木村隆秀 - 元衆議院議員（自由民主党）、初代防衛副大臣
- 小高長三郎 - 元衆議院議員（立憲政友会）、元外務参与官
- 宮本周司 - 参議院議員（自由民主党） 、経済産業大臣政務官、元全国商工会連合会青年部連合会会長
- 川田龍平 - 参議院議員（立憲民主党）、参議院行政監視委員長、岩手医科大学客員教授
- 加山俊夫 - 元神奈川県相模原市長、元相模原市助役
- 小沢昌記 - 元岩手県奥州市長、元奥州市議会議長
- 渡部英敏 - 福島県会津美里町長、元会津高田町長
- 榎本義法 - 群馬県富岡市長、元日本青年会議所副会頭
- 楠瀬耕作 - 高知県須崎市長、高知県国民健康保険団体連合会理事長
- 松本憲治 - 元高知県安芸市長
- 川野文敏 - 大分県豊後大野市長、元豊後大野市教育委員会社会教育課長

### 経済
- 森泰吉郎 - 森ビル創業者・社長・会長（元）
- 安城欽寿 - 京セラ社長（元）
- 井澤泰 - 篠原出版新社社長（元）
- 石井武 - オルトプラス創業者・CEO、高知県観光特使
- 岩本繁 - 有限責任あずさ監査法人理事長（元）、アーサー・アンダーセン日本代表（元）、東京経済大学理事長（元）
- 植村八潮 - 出版デジタル機構社長（元）、日本出版学会副会長（元）、大学出版部協会副会長（元）、専修大学教授
- 牛島洋太郎 - サガン鳥栖社長（元）
- 大橋進一 - 博文館社長（元）
- 河村宣行 - 不二家社長
- 小山昇 - 武蔵野社長、経営コンサルタント
- 重永忠 - 生活の木代表取締役
- 榛葉淳 - ソフトバンク副社長兼COO、SBペイメントサービス社長兼CEO
- 堀久作 - 日活社長（元）、葵友会会長（元）
- 永田雅一 - 大映社長（元）
- 永松文彦 - セブン-イレブン・ジャパン社長、シャディ会長（元）、日本フランチャイズチェーン協会副会長
- 佐藤安紀 - 北日本銀行頭取（元）、藍綬褒章
- 多田修人 - 日本システムウエア創業者・名誉会長、東京商工会議所渋谷支部会長（元）
- 花房正義 - 日立キャピタル社長（元）、日立製作所報酬委員会委員長、企業研究会会長（元）、財界賞経営者賞
- 兵頭秀一 - 合説どっとこむ創業者、楽ミントン創業者
- 渕木幹雄 - マンパワー・ジャパン社長（元）
- 米谷雅彦 - ホテルオークラ東京社長兼総支配人（元）
- 宮河恭夫 - バンダイナムコエンターテインメント社長、サンライズ社長（元）、バンダイナムコピクチャーズ社長（元）
- 吉野賢治 - 新日本監査法人副理事長（元）、学校法人中央学院理事長（元）
- 三宅康之 - 寺田倉庫取締役（元）、日本建築文化保存協会代表理事、天王洲・キャナルサイド活性化協会代表理事
- 山田長司 - ミニメイド・サービス設立者・会長、全国家事代行サービス協会名誉会長
- 大須賀秀徳 - ハマキョウレックス社長
- 山本実 - ランシステム社長
- 菅谷太一 - ハウスリンクマネジメント社長

### 学術
- 北原秋一 - 沖縄キリスト教学院大学特任教授
- 杉山三郎 - アリゾナ州立大学教授、愛知県立大学多文化共生研究所所長
- 渡辺輝雄 - 東京経済大学第5代学長
- 渡邉渡 - 東京経済大学第6代学長
- 中村秀一 - 千葉経済大学短期大学部教授、東京経済大学非常勤講師
- 谷沢弘毅 - 神奈川大学教授
- 宮入恭平 - 社会学者
- 鈴木信雄 - 千葉経済大学教授
- 慶松勝太郎 - LEC会計大学院特任教授
- 青木靖明 - 学校法人大原学園創設者、法人小牧バレエ国際バレエアカデミア顧問、学校法人大原学園名誉学園長

### 教育
- 池上公介 - 学校法人池上学園初代理事長
- 青木靖明 - 学校法人大原学園創設者

### 文化
- 上條さなえ - 児童文学作家、元埼玉県教育委員会委員長、《小さな童話》大賞
- 川上三太郎 - 川柳作家、紫綬褒章
- 中上哲夫 - 詩人、詩歌文学館賞、高見順賞、丸山豊記念現代詩賞
- 黒田忠次郎 - 詩人、俳人、元帝国銀行検査役
- 高瀬一誌 - 歌人、CMコピー「ガンバラナクッチャ」(中外製薬）で一世を風靡
- 室積光 - 小説家
- 笹本祐一 - SF作家、シナリオライター（中退）
- 河原ゆうじ - アニメ脚本家、演出家
- 小俣一平 - 元NHKスペシャルエグゼクティブプロデューサー、弓立社代表取締役、東京都市大学教授
- 徳光寿雄 - 元日本テレビ編成局次長、映画監督
- 山川浩二 - 元電通開発部長、広告評論家
- 金子治司 - 元中日新聞編集委員
- 長井健司 - 映像ジャーナリスト（APF通信社）
- 山路徹 - ジャーナリスト（APF通信社社長）
- 佐藤友之 - ジャーナリスト
- 吉沢康一 - スポーツライター、サッカー指導者、浦和レッドダイヤモンズサポータークレイジー・コールズリーダー
- 赤木駿介 - 競馬評論家（中退）
- 佐野成宏 - 世界的テノール歌手、モービル音楽賞
- 翠川敬基 - チェロ奏者
- 江成常夫 - 写真家、紫綬褒章、毎日芸術賞
- 小野庄一 - フリーカメラマン、「AERA」写真記者
- ハービー・山口 - 写真家、日本写真協会賞作家賞
- 宮下章 - 食物文化史研究家
- 曾我正史 - 映画プロデューサー、映画監督、脚本家、元東京第一フィルム代表取締役
- 塚本理剛 - CMエディター、デザイナー
- 原田聡明 - 映画監督、脚本家
- 野尻靖之 - 脚本家、構成作家（オフィス・トゥー・ワン所属）
- 井澤泰 - 編集者、医療ジャーナリスト、篠原出版新社元社長
- 藪下達久 - バンダイナムコエンターテインメントゲームクリエイター

### 芸能
- 角張渉 - カクバリズム代表取締役、ミュージシャン
- 井浦新 - 俳優、モデル ※中退
- スガシカオ - ミュージシャン
- 藤井丈司 - 音楽プロデューサー、ミュージシャン
- 新井和輝 - ベーシスト、King Gnuメンバー
- 土屋公平 - ミュージシャン、元THE STREET SLIDERS
- 小豆畑雅一 - 俳優
- 堀川浪之助 - 俳優
- 加賀谷圭 - 俳優
- 梶岡潤一 - 俳優、映画監督、モナコ国際映画祭最優秀助演男優賞
- 山中崇 - 俳優
- 鈴置洋孝[2] - 声優
- 三上陽永 - 俳優
- 千葉紗子 - 声優
- 杉本文乃 - 女優
- 大矢晋 - 歌手
- 金久美子 - 女優
- 菅田俊 - 俳優、日本映画プロフェッショナル大賞主演男優賞
- 松尾知枝 - タレント
- 春風亭柳橋 - 落語家、落語芸術協会副会長
- 春風亭橋蔵 - 落語家
- 桂笹丸 - 落語家
- コロムビア・ライト - 漫才師、コロムビア・トップ・ライト
- 寺田体育の日 - お笑い芸人
- 川村エミコ（たんぽぽ）- お笑い芸人
- 大野泰広 - お笑い芸人、元ハレルヤ
- カトゥー - お笑い芸人、元ハレルヤ

### アナウンサー
- 相川浩 - アナウンサー（元NHK理事、日本テレビキャスター）
- 加治章 - チーフアナウンサー（NHK、葵友会会長）
- 牧港襄一 - アナウンサー（NHK沖縄FMパーソナリティー）
- 古谷敏郎 - エグゼクティブアナウンサー（NHK）
- 吉松欣史 - シニアアナウンサー (NHK)
- 田中千絵 - アナウンサー（NHK）
- 宇都宮貴子 - フリーアナウンサー（元秋田テレビ）
- 福井豊治 - アナウンサー（中部日本放送）
- 岡本匡史 - アナウンサー（テレビ愛媛）
- 田中雄介 - フリーアナウンサー（大橋巨泉事務所、元テレビ静岡）、crewz代表取締役
- 近江七恵 - フリーアナウンサー（元ミスキャンパス、TBSラジオ「全国こども電話相談室」お姉さん）

### スポーツ
- 藪恵壹 - 元プロ野球選手
- 小林高也 - 元プロ野球選手
- 奥田健誠 - プロ野球選手
- 今長賢二 - ラグビーリーグ選手
- 鈴木亜弥子 - パラバドミントン選手、2019年世界バドミントン選手権大会準優勝
- 平吹楽 - プロサッカー選手

### その他
- 鈴木惣太郎 - 日本プロ野球創設の尽力者。巨人軍という球団名の命名者
- 瀬戸熊直樹 - 競技麻雀のプロ雀士、鳳凰位、十段位、發王位